# Simon Kjær
Simon Thorup Kjær (sinh ngày 26 tháng 3 năm 1989) là một cựu cầu thủ bóng đá chuyên nghiệp người Đan Mạch từng thi đấu ở vị trí trung vệ.

## Sự nghiệp
FC Midtjylland
Palermo
Trong tháng 7 năm 2008, Kjær gia nhập Palermo, một câu lạc bộ ở giải Serie A, nơi anh ra mắt vào ngày 26 tháng 10 năm 2008. Màn trình diễn của anh giành được lời khen ngợi dù thất bại 3–1 của Palermo. Anh ghi bàn thắng đầu tiên cho Palermo khi xuất hiện ở trận thứ ba của anh vào ngày 2 tháng 11 trong chiến thắng 3–0 trước Chievo. màn trình diễn tuyệt vời của anh đảm bảo anh xứng đáng ở một đội bóng đá, khi anh chơi 27 trận và ghi được ba bàn thắng ở Serie A 2008–09. Danh tiếng của anh dần được biết đến nhiều khi anh thể hiện xứng đáng là một hậu vệ xuất sắc thế giới.
VfL Wolfsburg
Ngày 8 tháng 7, Câu lạc bộ Wolfsburg chiêu mộ anh với mức giá không được tiết lộ.
Roma
Ngày 30 tháng 8 năm 2011, Kjaer được Roma mượn và câu lạc bộ Wolfsburg cũng muốn anh trưởng thành hơn nữa.

## Thống kê sự nghiệp

### Câu lạc bộ
Tính đến 25 tháng 5 năm 2024
| Câu lạc bộ          | Mùa giải            | Giải đấu            | Giải đấu | Giải đấu | Cúp quốc gia | Cúp quốc gia | Châu Âu | Châu Âu | Khác | Khác | Tổng cộng | Tổng cộng |
| Câu lạc bộ          | Mùa giải            | Hạng đấu            | Trận     | Bàn      | Trận         | Bàn          | Trận    | Bàn     | Trận | Bàn  | Trận      | Bàn       |
| ------------------- | ------------------- | ------------------- | -------- | -------- | ------------ | ------------ | ------- | ------- | ---- | ---- | --------- | --------- |
| FC Midtjylland      | 2007–08             | Danish Superliga    | 19       | 0        | 2            | 0            | —       | —       | —    | —    | 21        | 0         |
| Palermo             | 2008–09             | Serie A             | 27       | 3        | 0            | 0            | —       | —       | —    | —    | 27        | 3         |
| Palermo             | 2009–10             | Serie A             | 35       | 2        | 3            | 0            | —       | —       | —    | —    | 38        | 2         |
| Palermo             | Tổng cộng           | Tổng cộng           | 62       | 5        | 3            | 0            | —       | —       | —    | —    | 65        | 5         |
| Wolfsburg           | 2010–11             | Bundesliga          | 32       | 1        | 2            | 0            | —       | —       | —    | —    | 34        | 1         |
| Wolfsburg           | 2011–12             | Bundesliga          | 3        | 0        | 1            | 0            | —       | —       | —    | —    | 4         | 0         |
| Wolfsburg           | 2012–13             | Bundesliga          | 22       | 2        | 3            | 0            | —       | —       | —    | —    | 25        | 2         |
| Wolfsburg           | Tổng cộng           | Tổng cộng           | 57       | 3        | 6            | 0            | —       | —       | —    | —    | 63        | 3         |
| AS Roma (mượn)      | 2011–12             | Serie A             | 22       | 0        | 2            | 0            | —       | —       | —    | —    | 24        | 0         |
| Lille               | 2013–14             | Ligue 1             | 35       | 0        | 2            | 1            | —       | —       | —    | —    | 37        | 1         |
| Lille               | 2014–15             | Ligue 1             | 31       | 1        | 2            | 1            | 9       | 1       | —    | —    | 42        | 3         |
| Lille               | Tổng cộng           | Tổng cộng           | 66       | 1        | 4            | 2            | 9       | 1       | —    | —    | 79        | 4         |
| Fenerbahçe          | 2015–16             | Süper Lig           | 28       | 2        | 6            | 0            | 11      | 0       | —    | —    | 45        | 2         |
| Fenerbahçe          | 2016–17             | Süper Lig           | 27       | 1        | 5            | 0            | 11      | 2       | —    | —    | 43        | 3         |
| Fenerbahçe          | Tổng cộng           | Tổng cộng           | 55       | 3        | 11           | 0            | 22      | 2       | —    | —    | 88        | 5         |
| Sevilla             | 2017–18             | La Liga             | 20       | 2        | 1            | 0            | 6       | 1       | —    | —    | 27        | 3         |
| Sevilla             | 2018–19             | La Liga             | 26       | 0        | 3            | 0            | 7       | 0       | 1    | 0    | 37        | 0         |
| Sevilla             | Tổng cộng           | Tổng cộng           | 46       | 2        | 4            | 0            | 13      | 1       | 1    | 0    | 64        | 3         |
| Atalanta (mượn)     | 2019–20             | Serie A             | 5        | 0        | 0            | 0            | 1       | 0       | —    | —    | 6         | 0         |
| Milan (mượn)        | 2019–20             | Serie A             | 15       | 0        | 4            | 0            | —       | —       | —    | —    | 19        | 0         |
| Milan               | 2020–21             | Serie A             | 28       | 0        | 1            | 0            | 10      | 1       | —    | —    | 39        | 1         |
| Milan               | 2021–22             | Serie A             | 11       | 0        | 0            | 0            | 3       | 0       | —    | —    | 14        | 0         |
| Milan               | 2022–23             | Serie A             | 17       | 0        | 0            | 0            | 6       | 0       | 1    | 0    | 24        | 0         |
| Milan               | 2023–24             | Serie A             | 20       | 0        | 1            | 0            | 4       | 0       | —    | —    | 25        | 0         |
| Milan               | Tổng cộng           | Tổng cộng           | 91       | 0        | 6            | 0            | 23      | 1       | 1    | 0    | 121       | 1         |
| Tổng cộng sự nghiệp | Tổng cộng sự nghiệp | Tổng cộng sự nghiệp | 422      | 14       | 39           | 2            | 68      | 5       | 2    | 0    | 531       | 21        |

1. ↑  Bao gồm Danish Cup, Coppa Italia, DFB-Pokal, Coupe de France, Turkish Cup, Copa del Rey
2. ↑  Bốn lần ra sân tại UEFA Champions League, năm lần ra sân và một bàn thắng tại UEFA Europa League
3. ↑  Hai lần ra sân tại UEFA Champions League, chín lần ra sân tại UEFA Europa League
4. ↑  Hai lần ra sân tại UEFA Champions League, chín lần ra sân và hai bàn thắng tại UEFA Europa League
5. 1 2 3 4  Số lần ra sân tại UEFA Champions League
6. 1 2  Số lần ra sân tại UEFA Europa League
7. ↑  Ra sân tại Supercopa de España
8. ↑  Ra sân tại Supercoppa Italiana
9. ↑  Một lần ra sân tại UEFA Champions League, ba lần ra sân tại UEFA Europa League

### Bàn thắng quốc tế
| #  | Ngày                 | Địa điểm              | Đối thủ              | Bàn thắng | Kết quả     | Giải đấu                 |
| -- | -------------------- | --------------------- | -------------------- | --------- | ----------- | ------------------------ |
| 1. | 22 tháng 3 năm 2013  | Olomouc, Cộng hòa Séc | Séc                  | 2–0       | 3–0         | Vòng loại World Cup 2014 |
| 2. | 14 tháng 11 năm 2014 | Belgrade, Serbia      | Serbia               | 2–1       | 3–1         | Vòng loại Euro 2016      |
| 3. | 3 tháng 6 năm 2016   | Toyota, Nhật Bản      | Bosna và Hercegovina | 1–0       | 2–2 (3–4 p) | Cúp Kirin 2016           |
| 4. | 8 tháng 9 năm 2021   | Copenhagen, Đan Mạch  | Israel               | 2–0       | 5–0         | Vòng loại World Cup 2022 |
| 5. | 9 tháng 10 năm 2021  | Chișinău, Moldova     | Moldova              | 2–0       | 4–0         | Vòng loại World Cup 2022 |

## Danh hiệu
AC Milan
- Serie A: 2021–22

### Cá nhân
- Cầu thủ Đan Mạch xuất sắc U19: 2007
- Cầu thủ Đan Mạch tài năng nhất: 2009

## Đời tư
Trước đây Kjær từng có một mối tình với bạn gái lâu năm Camilla, tuy nhiên anh đã chia tay người tình 15 tuổi và gặp được người vợ hiện tại là Elina Gollert tại một hộp đêm vào năm 2010. 2 người đã sống chung và hiện có hai người con trai là Milas Kjær (2013) và Viggo Kjær (2015) trước khi tiến tới hôn nhân bằng một lễ cưới mùa hè tại Ý vào năm 2017. Được biết Elina Gollert sinh vào 25/09/1988 hơn Kjær 1 tuổi và là người Thụy Điển. Cô hiện là nội trợ và nhà thiết kế thời trang, mẫu ảnh có tiếng tham dự các tuần lễ thời trang như Copenhagen Fashion Week cùng Theresa Kofoed vợ của Jorgensen. Cô cũng được biết đến rộng rãi khi tham gia chương trình thực tế Kaerester med landsholdet (tạm dịch: Bạn gái với đội tuyển quốc gia) cùng Maria Duus (bạn đời của Yurary Polsen) và Theresa Kofoed (vợ của Nicolai Jorgensen).